# 70 Pegasi
70 Pegasi (70 Peg) és un estel de la constel·lació del Pegàs. De magnitud aparent +4,55, és el dinové astre més brillant a la seva constel·lació. S'hi troba a 164 anys llum del sistema solar, sent l'error en aquesta mesura d'un 4,2%.

## Característiques
70 Pegasi és una estrella gegant groga de tipus espectral G8IIIa. Amb una temperatura efectiva de 5.045 ± 29 K, és 42 vegades més lluminosa que el Sol. Models teòrics li atorguen un radi nou vegades més gran que el radi solar, cosa per la qual, dins de les gegants, no és de les de major grandària. Igual que altres estels similars, gira lentament sobre si mateixa amb una velocitat de rotació projectada de 1,5 km/s. La seva massa aproximada és 2,5 vegades major que la del Sol i la seva edat s'estima en 1.040 milions d'anys. A diferència de moltes altres gegants, pot estar fusionant ja l'heli del seu nucli intern.
70 Pegasi és un estel binari, encara que res se sap sobre la seva companya estel·lar.

## Composició química
70 Pegasi posseeix una metal·licitat una mica major que la solar ([Fe/H] = +0,06). Pràcticament tots els elements estudiats són sobreabundants en relació al Sol, destacant el ceri, 2,2 vegades més abundant que en el nostre estel. És rellevant el seu elevat contingut de nitrogen ([N/H] = +0,39), el segon més alt dins un estudi que comprèn 34 gegants.